# Graff (cráter marciano)
Graff es un cráter de impacto de grandes proporciones del planeta Marte situado al suroeste del cráter Hadley, en las coordenadas 21,4° de latitud sur y 230,3º de longitud oeste. El impacto causó una cuenca circular de 158,0 kilómetros de diámetro. El nombre fue aprobado en 1973 por la Unión Astronómica Internacional, en honor al astrónomo alemán Kasimir Graff (1878-1950).
| [[File:Wikigraffeast.jpg\|1200px\|alt={{{Alt\|{{{descripción}}}]]                                                                                                   |
| Cráter Graff, fotografía de la cámara CTX a bordo del Mars Reconnaissance Orbiter. Borde este y noreste del cráter (El norte, hacia la izquierda de la fotografía). |